# Shuangmiaosaurus
Shuangmiaosaurus gilmorei is een plantenetende ornithischische dinosauriër, behorend tot de groep van de Euornithopoda, die tijdens het vroege Krijt leefde in het gebied van het huidige China.

## Vondst en naamgeving
Vanaf 1999 werden bij Shuangmiao, in het district Beipiao in de provincie Liaoning fossielen opgegraven waaronder een fragment van een euornithopode. In 2003 werd de typesoort Shuangmiaosaurus gilmorei benoemd en beschreven door You Hailu, Ji Qiang Li Jinglu en Li Yinxian. De geslachtsnaam verwijst naar de vindplaats. De soortaanduiding eert de Amerikaanse paleontoloog Charles Whitney Gilmore die in het begin van de twintigste eeuw de eerste Aziatische verwanten van Shuangmiaosuarus beschreef.
Het holotype, LPM 0165, is gevonden in lagen van de Sunjiawanformatie die indertijd gedateerd werden als Cenomanien - Turonien maar tegenwoordig als iets vroeger worden gezien uit het bovenste Albien, ongeveer 99 miljoen jaar oud. Het bestaat uit twee fragmenten uit de linkerbovenkaak en de linkeronderkaak, waaronder de maxilla, een achterste stuk van de praemaxilla, een stuk traanbeen en een dentarium.

## Beschrijving
Uit de kaakfragmenten valt op te maken dat Shuangmiaosaurus een vrij grote soort is. Gregory S. Paul schatte in 2010 de lichaamslengte op zevenenhalve meter, het gewicht op tweeënhalve ton.
Shuangomiaosaurus toont enkele afgeleide kenmerken. Het raakvlak tussen de maxilla en het jukbeen bestaat uit een vrij rechte rand zonder inkepende vergroeiingen. De tanden hebben daarentegen nog de meer oorspronkelijke vorm en zijn de hoofdrichels en kartelingen nog niet verloren.

## Fylogenie
Wegens de mengeling van afgeleide en basale kenmerken concludeerden de beschrijvers dat Shuangomiaosaurus een basaal lid van de Hadrosauroidea was maar wel zeer nauw verwant aan de Hadrosauridae. David Bruse Norman stelde echter in 2004 dat de soort weleens een veel basale positie zou kunnen hebben in de Iguanodontia, nog onder de Hadrosauroidea in de stamboom.